# Trirhithrum albopleurale
Trirhithrum albopleurale är en tvåvingeart som beskrevs av White 2003. Trirhithrum albopleurale ingår i släktet Trirhithrum och familjen borrflugor.
Artens utbredningsområde är Zimbabwe. Inga underarter finns listade i Catalogue of Life.